# Archaeovenator hamiltonensis
Archaeovenator é um gênero de pelicossauro da família Varanopidae do Carbonífero Superior dos Estados Unidos da América.